# Ibacus

Ibacus là một chi tôm mũ ni, bao gồm các loài có giá trị thương mại quan trọng như loài bọ Balmain, Ibacus peronii.

## Các loài
- Ibacus alticrenatus Bate, 1888
- Ibacus brevipes Bate, 1888
- Ibacus brucei Holthuis, 1977
- Ibacus chacei Brown & Holthuis, 1998
- Ibacus ciliatus (von Siebold, 1824)
- Ibacus novemdentatus Gibbes, 1850
- Ibacus peronii Leach, 1815
- Ibacus pubescens Holthuis, 1960